# Luchthaven Aqtöbe
Luchthaven Aqtöbe (ICAO: UATT) is een luchthaven in Kazachstan op 4 km ten zuiden van de stad Aqtöbe. De luchthaven heeft slechts een kleine terminal.

## Luchtvaartmaatschappijen en bestemmingen
Nationale bestemmingen
- Air Astana - Almaty, Nur-Sultan
- Scat Air - Aktau, Nur-Sultan, Atıraw

Buitenlandse bestemmingen
- Polet Airlines - Voronezh
- Rusline - Moskou, Luchthaven Domodedovo
- Scat Air - Moskou, Luchthaven Domodedovo